# Xa lộ Puerto Rico 52
Xa lộ Puerto Rico 52 (PR-52) là một lộ thu phí then chốt tại Puerto Rico. Nó còn được biết với tên gọi ngày nay là Autopista Luis A. Ferré, trước kia được biết là Expreso Las Americas. Xa lộ này chạy từ Xa lộ Puerto Rico 1 tại tây nam Río Piedras và đi về phía nam cho đến khi giao cắt với Xa lộ Puerto Rico Highway 2 tại Ponce. Tại điểm đầu phía bắc của nó, xa lộ ngắn PR-18 tiếp tục đi hướng bắc từ PR-52 về phía thành phố San Juan. Đoạn đường ngắn này có tên gọi là Expreso Las Americas, đây là đoạn duy nhất còn lại của xa lộ vẫn mang tên này một cách không chính thức kể từ khi PR-18 được chính thức đặt tên là Xa lộ cao tốc Roberto Sanchez Vilella.  Hai xa lộ kết hợp là PR-18 và PR-52 cùng chạy trùng với xa lộ liên tiểu bang không biển dấu PRI-1. PR-52 là một xa lộ thu phí. Các trạm thu phí nằm tại Caguas, Salinas, Juana Díaz, và Ponce.

## Mô tả

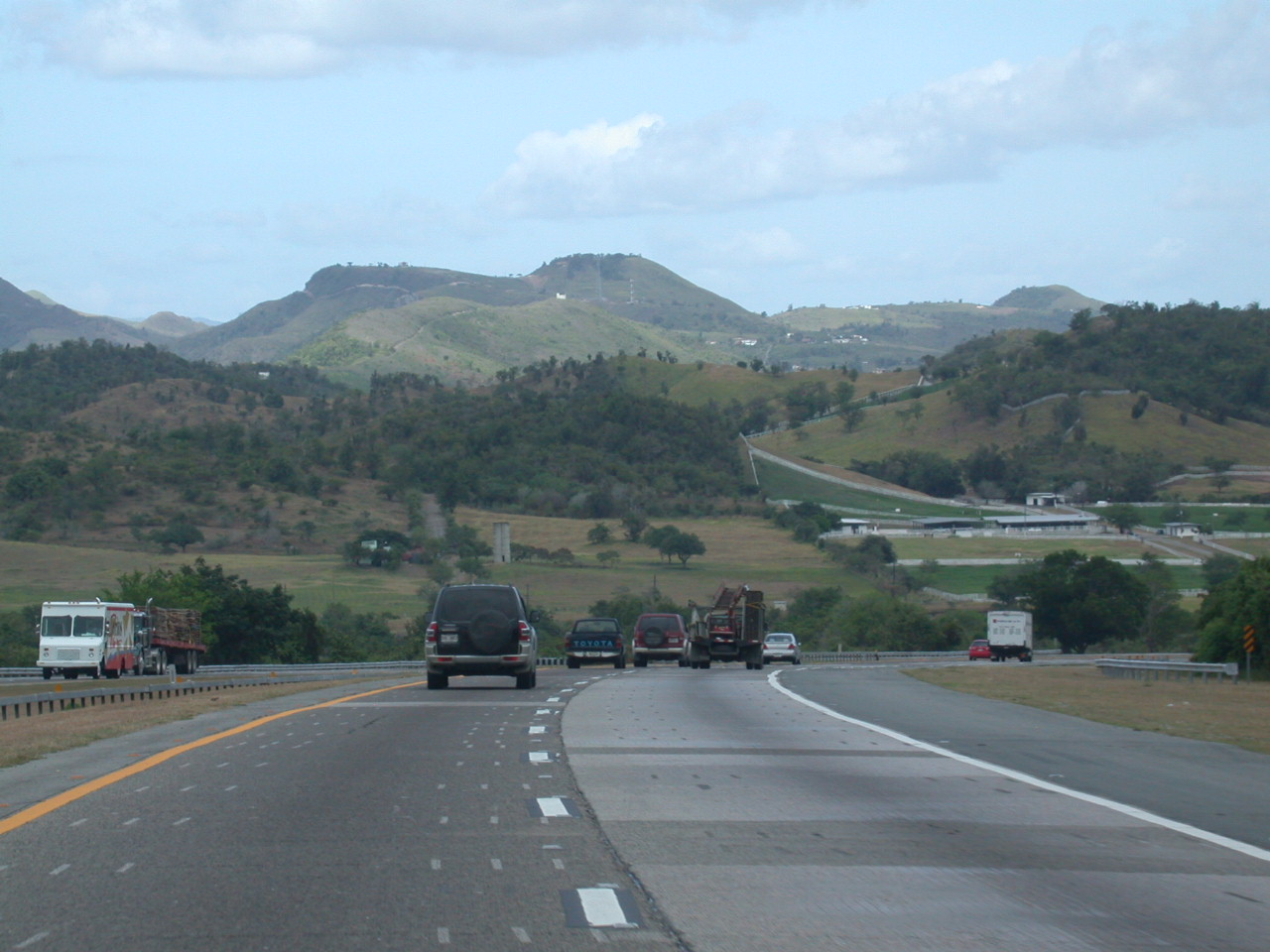
PR-52 gần Santa Isabel

PR-52 là xa lộ thu phí dài nhất và có lưu lượng xe nhiều thứ hai tại Puerto Rico. Xa lộ gần như có 2 làn xe mỗi chiều.  Đoạn đường giữa trạm thu phí Caguas và thị trấn Salinas thì uốn lượn và nhiều đồi núi hơn các đoạn khác của xa lộ. Đoạn này cũng có nhiều sương mù và tầm nhìn gần hơn so với phần còn lại của xa lộ. Tốc độ giới hạn cũng bị giảm xuống trong khu vực này.
Trạm dừng chân/vệ sinh duy nhất của Puerto Rico là nằm trên xa lộ cao tốc này.

## Lịch sử
Việc xây dựng xa lộ cao tốc dài 108 kilômét (67 mi) xảy ra trong thời chính quyền của thống đốc Luis A. Ferré. Bản thân ông được đào tạo là một kỹ sư công chánh.
  Phí tổn xây dựng xa lộ này là $125 triệu.  PR-52 là xa lộ thu phí đầu tiên từng được xây dựng tại Puerto Rico. Công cuộc xây dựng xa lộ bắt đầu vào tháng 10 năm 1968. Sau đó nó được đặt tên là Autopista Las Americas, và được dự tính chạy từ thành phố San Juan đến Ponce.  Ngày 9 tháng 12 năm 1993, Luật 118 được thông qua tái đặt tên xa lộ thành Autopista Luis A. Ferre.  Xa lộ cao tốc này hiện là xa lộ dài nhất trên hòn đảo, nhưng sẽ có thay đổi khi xa lộ PR-22 dài 83 km được nối dài đến Aguadilla. Vào tháng 3 năm 1969, xa lộ trở thành một xa lộ cao tốc thu phí.